# Meyer Werft
Meyer Werft — судостроительная компания Германии. 
Штаб-квартира находится в немецком городе Папенбург. С 1997 года вместе с верфью Neptun Werft, расположенной в городе Росток, является частью группы Meyer Neptun Group. Док № 2 этой верфи, имеющий объём 4 720 000 м³, занимает пятую строчку в списке крупнейших зданий и сооружений мира (по полезному объёму).

## История
Основана в 1795 году для создания деревянных судов, с 1874 года начала создавать суда с железным корпусом.
Вплоть до 1920 года в районе Папенбурга находилось более 20 верфей, в настоящее[когда?] время Meyer Werft осталась единственной.
В 2014 году Meyer Werft совместно с финским государством приняли решение о покупке судоверфи в Турку у концерна STX Europe.
В 2024 году часть акций приобретет немецкое государство.
- Корпуса Meyer Werft
- Norwegian Jewel перед производственным корпусом Meyer Werft GmbH высотой более 70 м, Папенбург
- В новом производственном корпусе